# Shang Di Yi
Di Yi (1046 a.C. – 1076 a.C.) è stato un sovrano cinese.
Di Yi (帝乙) era un re cinese della dinastia Shang dal periodo 1101-1076 a.C. 
La sua capitale era Yin Xu. Secondo gli Annali di bambù, durante il terzo anno del suo regno, ordinò a Nanzhong di combattere il barbaro kun e costruì Shuofang (朔方), in Mongolia. Ha anche combattuto contro il Renfang.

## Regno

### Campagne militari
Fu intronizzato in Yin (殷) nel 1191 a.C. e nel terzo anno del suo regno, Nanzhong (南仲) combatté i barbari Kun (昆夷) e costruì la città di Sufang (朔方) dopo aver vinto la battaglia. Combatté anche contro i Renfang, catturando il loro re e sottoponendolo a sacrifici umani.

## Figli maschi
- Di Xin, l'ultimo imperatore Shang;[2]
- Weiziqi (微子啟), il figlio maggiore. Dopo che la dinastia Shang cedette alla dinastia Zhou, gli fu conferito lo status di Song;
- Weizhong (微仲),secondo sovrano di Song;
- Jizi, leggendario sovrano di Gojoseon.[3]